# فتحي عبد الرحمن
فتحي عبد الرحمن (مواليد 16 أبريل 1932) هو ملاكم مصري، مثّل بلاده في الألعاب الأولمبية الصيفية 1952.

## روابط خارجية
فتحي عبد الرحمن على موقع أوليمبيديا (الإنجليزية)